# Rimantas Vensas
Rimantas Vensas (* 26. Februar 1961 in Spruktai, Rajongemeinde Šakiai) ist ein litauischer Politiker.

## Leben
Nach dem Abitur 1979 an der Mittelschule Šakiai absolvierte er 1985 das Diplomstudium des Elektroingenieurwesens am Kauno politechnikos institutas. Von 1995 bis 1997 war er stellv. Bürgermeister und von 1998 bis 2000 Bürgermeister von Šakiai. Von 1995 bis 2011 war er Mitglied im Rajongemeinderat.
Seit 1993 ist er Mitglied der Tėvynės sąjunga - Lietuvos krikščionys demokratai.
Er ist verheiratet. Mit Frau Rasa hat er die Tochter Emilija und den Sohn Adomas.

## Quelle
- Leben

| Personendaten    | Personendaten                  |
| ---------------- | ------------------------------ |
| NAME             | Vensas, Rimantas               |
| KURZBESCHREIBUNG | litauischer Politiker          |
| GEBURTSDATUM     | 26. Februar 1961               |
| GEBURTSORT       | Spruktai, Rajongemeinde Šakiai |